# 신석호
신석호(申奭鎬, 1904년 3월 8일 (1904년 음력 1월 22일)~ 1981년 2월 13일)는 대한민국 역사학자이다.

## 약력
광무 8년(서기 1904년) 경상북도 봉화군에서 출생한 그는 경성제국대학 사학과에서 학사 학위 취득하였다. 조선사편수회의 수사관보(1930년 ~ 1937년)와 수사관(1938년 ~ 1940년)을 지냈다. 고려대학교에서 20년간 교수로 일하다가 1966년에 정년퇴임한 후, 1966년부터 1970년까지는 성균관대학교에서 문리대학장을, 1971년에서 1974년까지는 영남대학교 대학원장을 역임했다. 국사관장(1946년 3월 23일 - 1949년 3월)을 역임했다. 국사편찬위원회(1949년 3월 - 1965년 2월) 문교부 장관 겸직 위원장을 역임했다.

## 업적
조선사편수회에 근무한 경험을 살려 해방 후 일제가 없애려던 주한 일본공사관 기록 유리원판을 소각 직전에 빼돌려 일제의 침략상을 밝히는데 기여했다. 또 이 자료에 기초해 해방 후 한국사 연구기관의 모태가 된 국사관(현 국사편찬위원회)을 창설했다. 해방 직후 근현대 일본측 자료에 가장 정통한 학자 중 한명이었다. 1947년 한국산악회의 독도 학술 조사에 참가했다. 1948년 12월 역사잡지 《사해》에 한국의 독도 영유권 역사를 증명하는 논문을 발표했다. 이 글은 이후 독도 연구는 물론 한국의 독도 인식과 정책의 기본적인 골조를 세워놓았다는 평가를 받고 있다.

## 비판
2008년 발표된 민족문제연구소의 친일인명사전 수록예정자 명단에 포함되었고, 2005년 고려대학교 교내 단체인 일제잔재청산위원회가 발표한 '고려대 100년 속의 일제잔재 1차 인물' 10인 명단에 들어 있다.

## 참고 문헌
- 반민족문제연구소 (1994년 3월 1일). 〈신석호 - 친일사학자에서 국사학계의 거두로 (윤재식)〉. 《청산하지 못한 역사 3》. 서울: 청년사. ISBN 9788972783145.